# Маковский, Иосиф Исаакович
Ио́сиф Исаа́кович Мако́вский (10 ноября 1918, Ельня, Смоленская губерния — 24 декабря 1986, Москва) — Герой Советского Союза (1940), полковник (1949), танкист.

## Биография
Родился 10 ноября 1918 года в городе Ельня (ныне Смоленской области). В 1937 году окончил 10 классов школы.
В армии с октября 1937 года. В 1939 году окончил Орловское бронетанковое училище. Служил в танковых войсках (в Ленинградском военном округе).
Участник советско-финляндской войны: в ноябре 1939 — марте 1940 — командир танкового взвода и командир роты 6-го танкового батальона 13-й лёгкой танковой бригады. В конце февраля 1940 года танковый взвод под его командованием в боях по прорыву линии Маннергейма в районе южнее железнодорожной станции Лейпясуо (Выборгский район Ленинградской области) прорвался тремя танками через минное поле и надолбы. Огнём и гусеницами уничтожил противотанковую батарею врага и вышел к станции, где взорвал склад боеприпасов. Воспользовавшись возникшей паникой, бригада лёгких танков стремительной атакой полностью овладела станцией. Противник потерял важный опорный пункт и базу, через которую шло снабжение гарнизона в городе Выборге. 12 марта 1940 года был тяжело ранен и контужен в бою.
За мужество и героизм, проявленные в боях, указом Президиума Верховного Совета СССР от 21 марта 1940 года лейтенанту Маковскому Иосифу Исааковичу присвоено звание Героя Советского Союза с вручением ордена Ленина и медали «Золотая Звезда».
До сентября 1940 года продолжал службу помощником командира роты танкового батальона (в Эстонии). В октябре 1941 года окончил ускоренный курс Военной академии механизации и моторизации.
Участник Великой Отечественной войны: в октябре 1941 — командир танкового батальона 21-й отдельной танковой бригады (Калининский фронт). Участвовал в Московской битве.
С 17 октября 1941 года принимал участие в рейде 21-й танковой бригады на Калинин. Возглавив одну из трёх групп танков, старший лейтенант И. И. Маковский выдвинулся из Тургиново по Тургиновскому шоссе. Разгромив у деревни Покровское до батальона противника, танкисты с мотострелками продолжили продвижение к Калинину. В районе деревни Володино группа приняла ещё один бой. На южной окраине города группа прорвала оборону и устремилась в район железнодорожного вокзала, где у немцев был укреплённый пункт. Там группа понесла тяжёлые потери, сам И. И. Маковский 19 октября 1941 года был тяжело ранен пулей в грудь и до декабря 1941 года находился в госпитале в городе Актюбинск (Казахстан). За этот эпизод был награждён орденом Красного Знамени.
В июле-октябре 1942 — командир 475-го отдельного тяжёлого танкового батальона (Воронежский фронт). Участвовал в оборонительных боях севернее Воронежа, в августе 1942 года был ранен осколком снаряда в спину. В ноябре 1942 — командир 4-го гвардейского отдельного танкового полка прорыва (Донской фронт). Участвовал в Сталинградской битве. 19 ноября 1942 года был тяжело ранен в ноги и обожжён. До августа 1943 года находился на излечении в госпитале в Москве.
В 1944 году окончил курсы усовершенствования при Военной академии бронетанковых и механизированных войск. В 1945—1947 — начальник курса командного факультета Военной академии бронетанковых и механизированных войск. В 1952 году окончил Военную академию бронетанковых и механизированных войск. В 1952—1956 — командир танко-самоходного полка (на Камчатке), в 1956—1959 командовал механизированным и мотострелковым полками (в Прибалтийском военном округе). В 1959—1960 — начальник тыла мотострелковой дивизии (в Прибалтийском военном округе). С июня 1961 года полковник И. И. Маковский — в отставке.
В 1962—1963 годах работал инженером в службе линейного контроля и организации безопасности движения Главмосавтотранса, в 1963—1985 — инженером в Союзглававтосельмаше при Госснабе СССР.

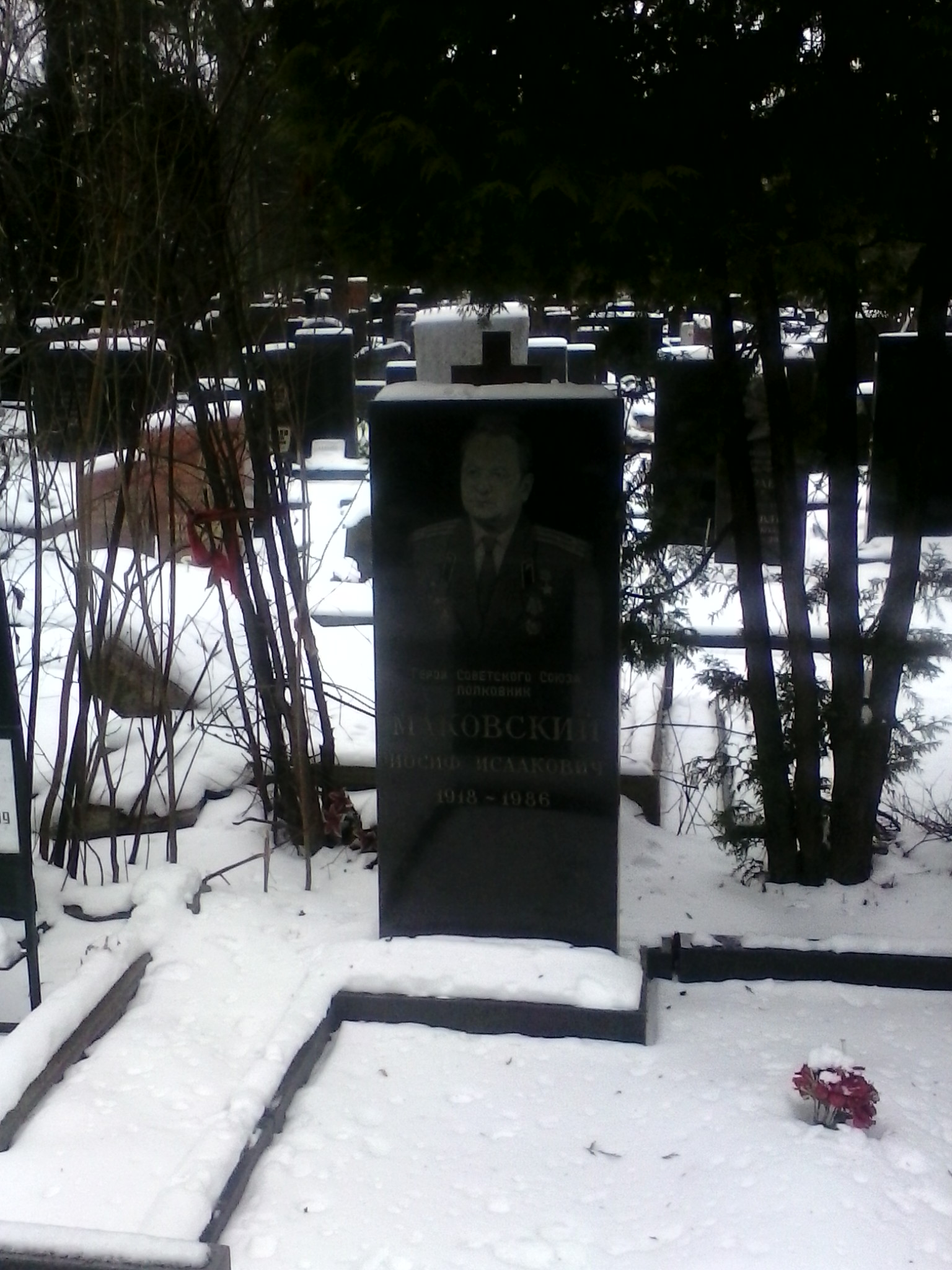
Могила Маковского на Кунцевском кладбище Москвы.

Жил в Москве. Умер 24 декабря 1986 года. Похоронен на Кунцевском кладбище в Москве.

## Награды
- Герой Советского Союза (21.03.1940);
- орден Ленина (21.03.1940);
- три ордена Красного Знамени (5.11.1941; 11.05.1944; 26.10.1955);
- орден Отечественной войны 1-й степени (11.03.1985);
- орден Красной Звезды (30.04.1954);
- медали.

## Документы
- Донесение о безвозвратных потерях № 0464 Калининского фронта от 29.11.1941. ЦАМО, ф. 33, оп. 11458, д. 11.